# Siphocampylus versicolor
Siphocampylus versicolor är en klockväxtart som beskrevs av Franz Elfried Wimmer. Siphocampylus versicolor ingår i släktet Siphocampylus och familjen klockväxter.
Artens utbredningsområde är Peru. Inga underarter finns listade i Catalogue of Life.